# Chronologie d'Osaka
Cette chronologie d'Osaka liste les principaux événements de l'histoire de la ville d'Osaka, au Japon.

## Période Yayoi
- 400 av. J.-C. : premières traces archéologiques de la culture du riz sur les rives du Lagon Kawaguchi.
- 100 av. J.-C. : tombes rectangulaires entourées de fossés (Site Kami, arrondissement de Hirano-ku).

## Époque desKofun
- Ve siècle ap. J.-C. : Kofun de Takamawari (arrondissement de Hirano-ku).
- Fin du Ve siècle ap. J.-C. : construction d'entrepôts à Hoenzaka, près de l'emplacement du futur Palais de Naniwa Nagara-Toyosaki
- Fin du Ve siècle ap. J.-C. : creusement de canaux pour l'irrigation de rizières à Horie.
- 552 ap. J.-C. (Kinmei 13) : des statues bouddhistes offertes par le roi de Kudara sont vandalisées et jetées dans un canal à Horie.
- 577 ap. J.-C. (Bidatsu 6) : une sutra bouddhiste envoyée de Kudara est offerte au temple de Naniwa Oowake-Oji.
- 583 ap. J.-C. (Bidatsu 12) : un diplomate de Kudara est assassiné lors de son ambassade à Naniwa.
- 585 ap. J.-C. (Bidatsu 14) : lors du conflit entre Mononobe-no Moriya et Soga-no Umako, un incendie détruit les premiers temples bouddhistes ; des statues bouddhistes sont jetées dans le canal de Horie[1].

## Époque Asuka
- 593 ap. J.-C. (Suiko 1) : Le prince Shotoku fait construire le temple de Shi Tenno-ji.
- 608 ap. J.-C. (Suiko 16) : un ambassadeur des Sui arrive à Naniwa.
- 645 ap. J.-C. (Taika 1) : début de la Réforme de Taika; la capitale du royaume est déplacée d'Asuka à Naniwa (future Osaka), jusqu'en 654.
- 650 ap. J.-C. (Hakuchi 1) : commencement de la construction du Palais de Naniwa Nagara-Toyosaki, qui sera achevé en deux ans.
- 679 ap. J.-C. (Tenmu 8): construction d'une enceinte autour de Naniwa.

## Période Nara
- 726 ap. J.-C. (Jinki 3) : travaux de reconstruction au Palais de Naniwa Nagara-Toyosaki.
- 744 ap. J.-C. (Tenpyo 16) : Naniwa-kyō est la capitale du Japon, jusqu'en 745.

## Période Heian
- 845 ap. J.-C. (Jowa 12) : travaux au Canal Naniwa Horikawa qui permettent de relier les rivières Ishikawa et Tatsutagawa à la mer.
- 960 ap. J.-C. (Tentoku 4) : le temple Shitenno-ji est détruit par un incendie.

## Période Kamakura
- 1294 (Einin 2) : Le prêtre Ninshō fait construire un torii en pierre au temple Shitennō-ji.
- 1313 (Showa 2): la moitié des droits de douane du port de Watanabe-tsu[2] est consacrée à la reconstruction de la pagode orientale du temple Todai-ji.

## Période Muromachi
- 1496 (Meiō 2) : le prêtre Rennyo fonde un petit temple à Osaka.
- 1532 (Tenmon 1) : un incendie détruit le temple Yamashina Hongan-ji à Kyoto; l'abbé Shonyo s'installe au Hongan-ji d'Ishiyama (près du site du Château d'Osaka).
- 1536 (Tenmon 5) : Hosokawa Katsumoto accorde une dispense fiscale au Hongan-ji d'Ishiyama.
- 1568 (Eiroku 11) : Oda Nobunaga impose à Sakai et au Hongan-ji d'Ishiyama de contribuer à ses dépenses militaires.
- 1570 (Genki 1) : Début du Siège du Hongan-ji d'Ishiyama, qui durera onze ans.

## Période Azuchi Momoyama
- 1583 (Tensho 11) : sur ordre de Toyotomi Hideyoshi, début de la construction du Château d'Osaka.
- 1584 (Tensho 12) : Toyotomi Hideyoshi vient habiter au Château d'Osaka.
- 1598 (Keicho 3): mort de Toyotomi Hideyoshi; développement du quartier de Semba.

## Période Edo
- 1614 (Keicho 19) : Siège d'Osaka (Campagne d'hiver) par les troupes d'Ieyasu Tokugawa
- 1615 (Keicho 20) : Campagne d'été du Siège d'Osaka; défaite finale du Clan Toyotomi.
- 1615 (Genna 1) : Matsudaira Tadaaki est nommé à Osaka par le shogun. Travaux au Canal Dotonbori sous son autorité et celle de Yasui Kyubee.
- 1620 (Genna 6) : la reconstruction du Château d'Osaka commence.
- 1622 (Genna 8) : création de trois communautés: Shin-Utsubo-machi, Shin-Tenma-machi et Kaifuhorikawa-no-machi.
- 1626 (Kanei 3) : ouverture de théâtres et autres lieux de divertissement dans le district de Dotonbori.
- 1634 (Kanei 11) : les trois communautés d'Osaka (Osaka sango) sont exemptées de la taxe foncière par le shogun.
- 1636 (Kanei 13) : Tomomochi Sumitomo crée une raffinerie de cuivre à Nagahori.
- 1638 (Kanei 18) : Fondation de la Guilde des Fondeurs de cuivre d'Osaka.
- 1652 (Shouo 1) : interdiction d'utiliser des enfants comme acteurs pour le kabuki à Osaka et Kyoto.
- 1653 (Shouo 2) : mise en place du système de production et d'agences pour le théâtre Kyogen à Osaka et Kyoto.
- 1653 (Shouo 2) : Le marché des fruits et légumes et déplacé de Kyobashi-Kataharamachi à Tenma.
- 1670 (Kanbun 10) : le gouvernement accorde des privilèges au changeurs.
- 1677 (Enpo 5) : Ihara Saikaku compose 1600 haiku en une nuit au temple Ikutamahonkaku-ji.
- 1685 (Jokyo 2) : ouverture du Théâtre Takemoto à Dotonbori.
- 1688 (Genroku 1) : travaux d'aménagement autour de Dojima; fondation de la Bourse d'Echanges de Dojima.
- 1697 (Genroku 10) : les communautés d'Osaka organisent un système coopératif de pompiers.
- 1703 (Genroku 16) : Chikamatsu Monzaemon écrit la pièce de théâtre bunraku Suicides d'amour à Sonezaki, qui est donnée au Théâtre Takemoto.
- 1704 (Hoei 1) : Le cours de la Yodogawa est modifié.
- 1705 (Hoei 1) : De riches marchands comme Konoike et Hishiya font transformer les terrains récupérés le long de l'ancien lit de la Yodogawa en terrains agricoles[3].
- 1717 (Kyoho 2) : Tsuchihashi Tomonao　fonde l'école Gansuido dans le quartier de Hirano. On y enseigne les classiques chinois et japonais, mais aussi les mathématiques et la médecine, et on y pratique des principes de charité et de rectitude morale[4].
- 1724 (Kyoho 9) : deux tiers d'Osaka, soit 12.205 maisons, sont détruits lors d'un incendie. Miyake Sekian fonde l'école Kaitokudō.
- 1727 (Kyoho 9) : Fondation de la Bourse du Riz de Dojima.
- 1765 (Meiwa 2) : Katayama Hokkai fonde la Konton-sha (la Société du Chaos), un cercle de　poètes[5].
- 1776 (Anei 5) : Ueda Akinari compose les Ugetsu Monogatari.
- 1776 (Anei 5) : Shonozaki Santo ouvre l'école Baikasha[6].
- 1789 (Kansei 1) : un incendie catastrophique éclate à Minami Honmachi 2-Chome.
- 1805 (Bunka 2) : Inō Tadataka fait un relevé　géographique d'Osaka.
- 1822 (Bunsei 5) : épidémie de choléra à Osaka.
- 1831 (Tenpo 2) : création de Tempozan à la suite du dragage de la rivière Aji-Kawa．
- 1837 (Tenpo 8) : émeute du riz, menée par Ōshio Heihachirō.
- 1838 (Tenpo 9) : Ogata Kōan fonde l'école Tekijuku.
- 1854 (Kanei 7) : passage à Osaka du bateau russe Deanna.
- 1854 (Kanei 7) : Un tremblement de terre suivi d'un tsunami ravage Osaka.
- 1856 (Ansei 3) : Construction de fortifications aux embouchures des rivières Aji-kawa et Kizugawa.
- 1858 (Ansei 5) : Epidémie de choléra.
- 1865 (Keio 1) : le shogun Tokugawa Iemochi arrive à Osaka.
- 1868 (Keio 4) : Bataille de Toba-Fushimi, Guerre de Boshin.
- 1868 (Keio 4) : Etablissement de la Préfecture d'Osaka. Godai Tomoatsu devient magistrat intérimaire d'Osaka.
- 1868 (Keio 4) : Construction du quartier Kawaguchi pour les résidents étrangers[7].

## Ère Meiji
- 1869 (Meiji 2) : fermeture de l'école Kaitokudō; démission de Godai Tomoatsu.
- 1870 (Meiji 3) : construction de l'Arsenal d'Osaka, destiné à la production d'armes modernes[8].
- 1871 (Meiji 4) : Inauguration de la Monnaie du Japon à Osaka.
- 1874 (Meiji 7) : Première ligne ferroviaire entre Osaka et Kobe.
- 1875 (Meiji 8) : Conférence d'Osaka.
- 1882 (Meiji 15): Fondation de la Filature d'Osaka, première usine textile du Japon[9].
- 1885 (Meiji 18) : Grande inondation de la rivière Yodo.
- 1889 (Meiji 22) : lois municipales concernant les industries textiles.
- 1895 (Meiji 28) : premier réseau public de distribution d'eau et d'égouts.
- 1897 (Meiji 30) : première séance de cinéma au Nanchienbujo par Inabata Katsutarō[10].
- 1903 (Meiji 36) : Débuts du réseau municipal de trams à Osaka[11].
- 1903 (Meiji 36) : 5e exposition industrielle nationale[12]
- 1909 (Meiji 42) : Grand incendie dans la partie nord d'Osaka.
- 1912 (Meiji 45) : Grand incendie dans la partie sud d'Osaka.
- 1912 (Meiji 45) : Ouverture du parc d'attractions Shinsekai.

## Ère Taishō
- 1914 (Taishō 3) : Inauguration de la station d'épuration des eaux de Kunijima[13].
- 1915 (Taishō 4) : Inauguration du Zoo de Tennoji.
- 1918 (Taishō 7) : Émeutes en réaction à la spéculation sur le prix du riz.
- 1918 (Taishō 7) : Inauguration de la Salle Municipale Centrale d'Osaka (大阪市中央公会堂)[14].
- 1919 (Taishō 8) : Construction de logements sociaux à Sakuranomiya et Tsurumachi[15].
- 1922 (Taishō 11) : Fondation de la Société des niveleurs (Suiheisha) pour obtenir une amélioration de la situation des burakumin[16].
- 1923 (Taishō 12) : Inauguration du théâtre Kabuki Shochiku-za; Hajime Seki devient maire d'Osaka.
- 1925 (Taishō 14) : Exposition Dai-Osaka
- 1925 (Taishō 14) : le Osaka Broadcasting Center commence à émettre des programmes radiophoniques.

## Ère Showa
- 1931 (Showa 6) : reconstruction de la tour principale du Château d'Osaka; ouverture du Marché de gros central d'Osaka à Noda (Quartier de Fukushima)[17].
- 1933 (Showa 8) : ouverture de la ligne de métro entre Umeda et Shinsaibashi; altercation "Go-Stop" entre un policier d'Osaka et un soldat de la Kenpeitai[18].
- 1934 (Showa 9) : catastrophe du typhon Muroto qui provoqua des inondations, plus de 2000 morts et de nombreuses destructions[19].
- 1935 (Showa 10) : extension du métro jusqu'à Namba.
- 1937 (Showa 12) : L'Avenue Midosuji rénovée est ouverte au trafic[20].
- 1940 (Showa 15): catastrophe ferroviaire à la gare d'Ajikawaguchi
- 1944 (Showa 19) : Évacuation en masse des enfants d'Osaka vers la campagne[21].
- 1945 (Showa 20) : Bombardement d'Osaka.
- 1948 (Showa 23) : L'armée d'occupation se retire d'Osaka.
- 1954 (Showa 29) : Inauguration de la station de télévision NHK Osaka.
- 1961 (Showa 36) : Ouverture de la Loop Line.
- 1962 (Showa 37) : Construction de la première ville nouvelle japonaise, Senri New Town[22].
- 1964 (Showa 39) : Liaison shinkansen entre Tokyo et Osaka.
- 1969 (Showa 44) : fin du réseau municipal de trams d'Osaka.
- 1970 (Showa 45) : Exposition universelle à Suita
- 1970 (Showa 45) : le 8 avril, une explosion de gaz à la station de métro Tenjinbashi-suji-roku-chome fait 79 morts et plusieurs blessés[23].
- 1970 (Showa 45) : Construction de Senboku New Town à Sakai et Izumi[24].
- 1972 (Showa 47) : le 13 mai, un incendie au Grand Magasin Sennichimae cause la mort de 118 personnes, en grande majorité des femmes travaillant dans un cabaret au-dessus du magasin[25].
- 1973 (Showa 48) : la pollution du smog photochimique est la pire de l'histoire d'Osaka[26]. Un plan de contrôle de l'environnement est mis en place[27].

## Ère Heisei
- 1990 (Heisei 2) : Exposition horticole de 1990
- 4 septembre 1994 (Heisei 6) : Inauguration de l'aéroport international du Kansai
- 17 janvier 1995 (Heisei 7) : Grand tremblement de terre de Hanshin-Awaji
- 2000 (Heisei 12) : Fusae Ōta est élue à la tête de la préfecture d'Osaka
- 8 juin 2001 (Heisei 13) : Massacre de l'école d'Ikeda : mort de 8 enfants, et 15 autres personnes, dont deux enseignants, sont blessées[28].
- 25 avril 2005 (Heisei 17) : Accident ferroviaire d'Amagasaki
- 2007 (Heisei 19) :
  - Kunio Hiramatsu devient maire d'Osaka
  - Championnats du monde d'athlétisme 2007
- 2008 (Heisei 20) : Tōru Hashimoto est élu à la tête de la préfecture d'Osaka
- 2010 (Heisei 22) : création du parti politique Association pour la restauration d'Osaka
- 2011 (Heisei 23) : Ichirō Matsui est élu à la tête de la préfecture d'Osaka
- 2014 (Heisei 26) : ouverture du Abeno Harukas, plus haut gratte-ciel du Japon (jusqu'en 2023)
- 17 mai 2015 (Heisei 27) : référendum sur le projet de métropole d'Osaka
- 2017 (Heisei 29) : début du scandale Moritomo Gakuen
- 2018 (Heisei 30) :
  - 18 juin 2018 : Séisme de 2018 à Osaka
  - Typhon Jebi : Outre des dommages aux habitations et d'importantes pertes humaines, l'aéroport international du Kansai a été complètement fermé à cause d'inondations. Un pétrolier a percuté le Sky Gate Bridge R et l'a gravement endommagé[29].
- 2019 (Heisei 31) : Hirofumi Yoshimura est élu à la tête de la préfecture d'Osaka

## Ère Reiwa
- 2019 (Reiwa 1) : Sommet du G20 de 2019
- 1er novembre 2020 (Reiwa 2) : Second référendum sur le projet de métropole d'Osaka
- 17 décembre 2021 (Reiwa 3) : Incendie de la clinique psychiatrique Nishi Umeda
- 2023 (Reiwa 5) : Hideyuki Yokoyama est élu maire d'Osaka, Hirofumi Yoshimura, du même parti Osaka Ishin, est réélu gouverneur de la préfecture d'Osaka.
- Expo 2025